# フロイド・メイウェザー・ジュニア 対 コナー・マクレガー戦
フロイド・メイウェザー・ジュニア 対 コナー・マクレガー戦（Floyd Mayweather Jr. vs. Conor McGregor、別名 The Money Fight、The Biggest Fight in Combat Sports History)は、2017年8月26日にネバダ州ラスベガスのT-モバイル・アリーナで開催された、49勝無敗で5階級制覇王者のフロイド・メイウェザー・ジュニアとUFC2階級制覇王者のコナー・マクレガーが、スーパーウェルター級契約12回戦で対戦したプロボクシングの試合。ShowtimeのPPVで生中継され、PPVの売り上げがフロイド・メイウェザー・ジュニア 対 マニー・パッキャオ戦に次ぐボクシング史上歴代2位の購買件数を記録し、チケット収入も同じくボクシング史上歴代2位を記録するなど歴史的成功を収めた興行となった。

## 試合までの経緯
「Aサイド」とは、試合をより売る方、ビジネス面での主役の選手のこと。Aサイドの選手が興行の主導権を握る。
2015年4月15日、総合格闘家のコナー・マクレガーが雑誌エスクァイアのインタビューの中で「私は1つの分野のエキスパートをスペシャリストとして見ることはない。他の10の分野でルーキーとして見る。もしボクシングが出来るやつが、私に足を掴まれたらどうなるだろう？。私とフロイド・メイウェザー・ジュニアを向かい合わせたとしよう。私がフロイドと戦えば、30秒以内に彼を殺せるだろう。30秒位以内でボアコンストリクターのように彼に巻きついて絞め殺してしまうだろう」と発言。4月17日にゴシップサイトのTMZがメイウェザーの関係者の話として、メイウェザーが「真剣に受け取ることは無い。彼は注目を集めようとしているのだろう」とコメントしたと報じた。
2015年7月2日、マクレガーがTBSのトーク番組「Conan」に出演して、司会者の「もしあなたとフロイド・メイウェザーがリングに入ったら、なにが起きると思いますか？」との質問に「フロイドと対戦したいか聞いているのなら、1億8000万ドルのためにリングでダンスを踊りたく無いやつはいないだろうね」と冗談で答えてから、「彼が私の世界に足を踏み入れたくないことはよく分かってるんだ。純然たる武器を用いない制限の無い格闘の世界にね。しかし私は彼の世界に間違いなく足を踏み入れるよ」「もしその機会があれば、その時には私は間違いなく彼とボクシングをするだろう」と語った。
12月30日、メイウェザーがボクシング専門サイトFightHype.comのインタビューでボクシング界には人種差別主義が存在するという主張を展開し、その中でマクレガーについて「俺はコナー・マクレガーのことは実際よく知らない。彼の試合を見たことがない。俺の会社の総合格闘技をやっている従業員からマクレガーってやつの話を聞いたんだ。マクレガーはトラッシュトークばかりして称賛されているというじゃないか。しかし俺が言うと、生意気だ思い上がるなと言われてしまう。偏見だろ！。俺は人種差別主義者では全く無いが、未だに人種差別主義は存在すると以前からずっと言ってるんだ」と言及した。
2016年1月8日、マクレガーが自身のInstagramに「フロイド・メイウェザーよ、俺の成功に人種問題を持ち込むな。俺はアイルランド人だ。俺達は虐げられてきたし、それは未だに深く続いている。俺は偏見を感じているし、それは血として流れている。俺の一族の長い闘いの歴史の中で、'マクレガー'の名を持つだけで死によって罰せられた時代があったんだ。今回のような事で2度と俺を一括りにするな。もしお前が対戦したいのなら問題ない。お前の最後の試合であらゆる収益が失敗したことを勘案すれば、80対20の分け前が妥当だろう。27歳の俺がこのゲームの鍵を握っているんだ」と掲載した。
2016年5月6日、イギリスのタブロイド紙ザ・サンが、メイウェザーと総合格闘家のコナー・マクレガーのボクシングルールによる試合がメイウェザーが1億ポンド、マクレガーが700万ポンドのファイトマネーの条件で契約間近で、メイウェザーが友人にマクレガーと対戦すると話していることを報じた
。
この報道を受けて5月7日に、メイウェザーが「流れている噂は自分が出したもの。でも、噂ではないかもしれない。（実現するように）祈って欲しいね。ボクサーと総合格闘家の対戦は可能性があるよ。俺が試合をすれば、俺の数字は、もちろん、1億ドル以上だ。それぐらい要求してもいいだろう」とコメントを出した。
5月8日、マクレガーが、「総合格闘技vsボクシング」と書き添えた自分とメイウェザーがにらみあう合成画像を、自身のツイッターへ投稿した。
5月13日、メイウェザーがボクシング中継の中で、「単なる噂じゃないんだ。今のところどうなるかわからない。でも、俺が本当に試合が実現すると思うかって？、絶対に実現するさ」「俺にとって厳しい試合になるのは間違いないだろう。どうなるかは今のところわからない、でもたくさん話題になっているんだ、試合を実現させたいね」「俺がもちろんAサイドだ」「ボクシングの試合になる、マクレガーはオクタゴンでほとんどの試合を立った状態の打撃で勝ってきたんだ」「試合会場は決まっていないし、ファイトマネーについてもまだ話し合っていない」「俺は長年に渡って自分自身を証明してきた。ゲンナジー・ゴロフキンから逃げも隠れもしない。俺はビジネスマンだ。もし俺がリングに復帰して試合をするなら、ビジネス的に、今俺が考えているただ一人の相手はコナー・マクレガーだけだ」と試合実現に強い意欲をみせた。
5月22日、マクレガーがESPNに出演して「噂を流したのは彼だ。彼が1億ドルなのに、俺が700万ドルだって？それでは（総合格闘技で稼いでいるファイトマネーより）減給になる。減給は受け入れられない。ボクシングは金を稼げるところだと思っていたけど、700万ドルとは全くくだらない。彼が1億ドルの話をするなら、俺だって1億ドルだ」「彼は俺を必要としているが、俺は彼を必要としていない。それが真実だ。彼は他に対戦相手がいるのか？他のやつと対戦すれば稼ぎが1億ドルから1500万ドルに落ちてしまうだろう。彼が話したいのであれば、話し合おう。しかし、主導権を握っているのは俺だ」「俺はルールは気にしない。彼の望むルールで決めればいい。彼が総合格闘技のルールで戦いたくないのは分かっている。彼が制限された試合で戦いたいのであれば、それで問題無しだ」と語った。
5月28日、ボクシングの名トレーナー、フレディ・ローチがAXS TVの総合格闘技番組に出演して、「先週メイウェザーが私のジムにマクレガーのトレーナーに就くよう頼みに来たんだ。彼は、試合は実現するし、大金を稼ぐつもりだと言っていた」「コナー・マクレガーはタフな男のようだが、それはボクシングでは全く役に立たない」「メイウェザーは世界一のボクサーだ。マクレガーぐらいの経験しかない相手ならメイウェザーは1ラウンドも取られることはないだろう。つまり彼はまあまあのボクサーってことさ、総合格闘家としてはとても良い選手なんだがね。でもこれはボクシングなんだ。彼はボクシングでは初心者さ。彼がメイウェザーのような相手と試合をするには準備におそらく3年ぐらいかかるだろう」と語った。
5月29日、今度はメイウェザーがプロモーションポスター風の合成画像を、自身のツイッターやインスタグラムへ投稿した。
9月19日、メイウェザーが「私とコナー・マクレガーの試合を実現せようとしたが実現させられなかった。我々は前へ進まなければならない。コナー・マクレガーと戦いたがっているボクサーは多いが、それを言い出したのはまたしても私が最初だった。総合格闘技とボクシング、2つの違う分野でトップに立つことは名誉なことだと思う。でも、自分はもう戦わない」と試合の実現にこぎ着けることができなかったと語った。
11月30日、マクレガーがカリフォルニア州でボクシングライセンスを取得したことをきっかけに再び両者の間で駆け引きの応酬が再燃した。アメリカのボクシングライセンス取得は日本のようにプロテストは無く、健康診断にパスして登録料を支払い、簡単な事務手続きを済ませれば取得できる。メイウェザー・プロモーションズCEOのレナード・エラーブは「これはゲームにすぎない。ファンを盛り上げるための計算された取り組みだろう。コナー・マクレガーは言いたいことを言えるが、彼はUFCの契約下にいて、ダナ・ホワイトというボスがいる。彼がフロイド・メイウェザーとボクシングマッチをやりたくても、彼のボスが認めないだろうから彼はボクシングが出来ない。最近UFCを買収した企業はとても賢い人達だ。彼らが誰もが結果がわかりきったフロイド・メイウェザーとの試合をやらせることは決して無いだろう」とボクシングライセンスを取得したからといって試合実現に近づいたわけでは無く、UFCがマクレガーのボクシングマッチを認めないだろうとコメントした。
12月3日、マクレガーが北アイルランドのベルファストで開いたトークショーで、「そもそもフロイドが俺に電話をかけてきたことが始まりなんだ。俺はフロイドの事なんて気にかけちゃいない、どうだっていいんだ。ノールールで戦えないやつのことなど気にならない」「俺がただ座って自分のビジネスと真実の戦い（UFC）を支配することを考えていたら、フロイドが俺に喧嘩をふっかけて俺達が試合をするような噂を流したんだ。俺がした事といえば少しばかり目を開いたぐらいさ」「『ちょっと待てよ、ボクシング側へ行けばなにかあるかもな』そう考えてこう（ボクシングライセンス取得）したんだ。裏で交渉していたから今後どうなるか見守っているところだ」「俺はボクシングライセンスを取得した。次はあちらの順番だ。フロイドの太ったマネージャーは『フロイドは今バハマで休暇中だ、彼はコナーのことなど気にしていない』と言ってたが、俺もフロイドのことを気にしていない。あちらがこの試合を望まないのなら、それで問題無しだ」と語った。
12月13日、メイウェザーがFightHype.comで「俺はカリフォルニア州では戦わない。彼は何のためにカリフォルニア州でライセンスを取得したんだ。彼はみんなを煙に巻こうとしているだけだ。彼は本当は試合をしたくないのさ。俺は彼のボスに会いに行ったんだ」とコメントした。
12月15日、メイウェザーが、UFCの試合でマクレガーがネイト・ディアスにタップアウト負けするシーンを編集した動画を作成して、「この動画に最も面白いキャプションを考えたやつには1万ドルを贈る。発表は12月19日月曜日。乞うご期待！」とのメッセージと共に、自身のSNSアカウントに掲載した。またメイウェザーは14日から15日にかけてInstagramの個人ライブ配信を何度か行い、その中で、「マクレガーをズタボロにしてやる、あの間抜け野郎マクレガーをな。ひっぱたいてやる、今度会ったら嫌というほどひっぱたいてやる」や「コナー・ザ・タップアウト」「あいつはビッチのように降参しやがった」とからかい、さらにFaceTimeを使ってネイト・ディアスと直接通話をして、マクレガー戦は2試合ともネイトが勝っていたと伝えると、「ヘイ、ネイト、俺が何をすればいいか教えてくれ、俺はお前があいつにやったことを見たぞ、今度は俺が最後の総仕上げであいつをやってやる」と宣言した。
12月18日、マクレガーがアイルランドのテレビ局RTÉにRTÉスポーツパーソン・オブ・ザ・イヤーの受賞インタビューで出演して、「私はボクサーライセンスを取得しました。彼の最後の試合のペイ・パー・ビューは35万件しか売れず大失敗に終わりました。彼の最後の2試合は失敗に終わったのです。私は間違いなく彼を必要としていません。もちろん、フロイドとの試合は国民が見たい試合でしょう。しかしこういうことには時間がかかります。もう少し様子を見ましょう」と述べた。
12月24日、マクレガーが自身のSNSアカウントに「こいつの顔をぶん殴ってやる」とメッセージを添えてボクシンググローブをはめたマクレガーとメイウェザーが向かい合う合成画像を掲載した。
2017年1月11日、メイウェザーがESPNのスポーツトーク番組「First Take」に出演。マクレガーへ1500万ドルの試合オファーを提示していることを明かし、「私が興味のある恐らく唯一のことはコナー・マクレガーとの試合だけだ。私はビジネスマンだ、そしてマクレガー戦はビジネスとして最も意味をなすと思うんだ」「こちら側はコナー・マクレガー戦を実現させようとしたんだ。私のファイトマネーはあちら側に伝えてある。私のファイトマネーは最低保証1億ドルだ。こちらがAサイドだ。コナー・マクレガーがいくら稼いできたのか本当に知らないが、総合格闘技の試合で1000万ドル稼いだことが無いのは確かだろう。マクレガーには1500万ドルの提示をしてるんだ、ペイ・パー・ビュー収入の分配の話し合いも別でしよう。だが、Aサイドはもちろんこちらだ。800万ドルやそこらすら稼いだことないやつがどうして2000万ドルや3000万ドルの話しができるんだ？」「コナー・マクレガーはこの試合を実現させたいと言い続けている。だったら実現させようじゃないか」「誰も彼もがコナー・マクレガーのことを話し続けているが、あいつは皆を上手くだましているのさ。ダナ・ホワイト（UFC代表）、実現させようじゃないか。あいつをボクシングに連れて来てくれ。私がボクシングがどんなものかあいつに教えてやる」と語った。番組の放送が終了したあと、マクレガーが自身のSNSアカウントに、ノックアウトされた黒人ボクサーが横たわるそばでマクレガーがチャンピオンベルトを掲げるイラストを、「俺のことをC・J・ワトソンと呼んでくれ！」とメッセージを添えて掲載した。（C・J・ワトソンはメイウェザーが家庭内暴行で刑務所に収監されるきっかけとなった、内縁の妻が交際していたNBA選手）。
1月13日、UFCのダナ・ホワイト代表がFOXスポーツ1のスポーツトーク番組「The Herd」に出演。番組内でメイウェザーへ2500万ドルの正式な試合オファーを提示して、「さあフロイド、これは正式な試合オファーだ。私は実際にオファーを出来る人物で、そして実際に正式なオファーをしているんだ。我々は君に2500万ドルを払う。コナーにも2500万ドルを払う。ペイ・パー・ビュー収入の分配についても話し合おう。これは正式なオファーだ」「君がAサイド？どうして君がAサイドなんだ？。君の最後の試合（アンドレ・ベルト戦）は皆に悪い印象を残した、もう誰も君の試合を見たがらないだろう」「君の最後の試合のペイ・パー・ビューは35万件売れただけだが、コナーの最後の2試合は130万件と150万件売れた。だから君がAサイドとは思えないんだ。君がこのコナー戦をどうしてもやりたいのは、大金を稼げる試合とわかっているからだろう」と語った。また、メイウェザーがマクレガーに1500万ドルの試合オファーを提示したと主張していることについて、「フロイド・メイウェザーは誰にも試合オファーの提示などしていないよ」と否定した

。この放送直後にTMZの直撃インタビューを受けたメイウェザーは、2500万円相当の腕時計を見せつけならが「あいつ（ホワイト代表）はコメディアンか。俺が買ったこの時計を見てくれ。いくらで買ったと思う？調べてみてくれ」と、提示されたオファー金額が安いと言わんばかりに笑い飛ばした。
1月14日、メイウェザーが自身がプロモーションしたボクシング興行のテレビ中継の中で「マクレガーと対戦したいですか？」とインタビューを受け、「絶対にな。私はビジネスマンだ。（試合が実現すれば）とんでもない数字を叩き出すだろう」「相手がコナー・マクレガーなら私にとって意味を成すが、相手が他のやつなら私にとって意味をなさない、遠慮しておくよ」と答えた。
1月19日、メイウェザーが自身のSNSアカウントに、メイウェザーの純資産が6億5000万ドル、マクレガーの純資産が250万ドルとする画像を、「2500万ドルを要求する前に、2500万ドル以上の価値を付けてくれ。おまえが"2"と"5"を持っているのは正しいが、でもそれは250万ドルだ、2500万ドルではないだろう」とメッセージを添えて掲載した。
1月20日、マニー・パッキャオが「マクレガーにそのつもりがあるなら、可能性はある。ただ、やるなら絶対にボクシングだ。総合格闘技ルールではやらない」と、メイウェザー対マクレガーが決まらなかった場合には、マクレガーとボクシングルールでなら対戦するつもりがあるとコメントを出した。このパッキャオのコメントを受けてボブ・アラムが、UFCの幹部と繋がりを持つトップランク社の幹部トッド・ドゥボエフに、UFC側と交渉を始めるように指示を出したが、ダナ・ホワイトは「私はマニー・パッキャオのことは好きだが、ボブ・アラムのことは好きじゃないんだ。我々はアラムとはビジネスをしないので、彼にお金を無駄にしないよう、こちらに連絡をしてこないよう伝えて欲しい」とアラムとの交渉を拒絶した。これに対してボブ・アラムは「私がこの交渉に関係する必要はない。しかしマニーにとって簡単な試合だ。この試合を実現させたいと思っている。ダナが私のことを気に入らなくて、私がマニー・パッキャオ対コナー・マクレガー実現のための唯一の障害であるなら、私は関わらない。マニーに正当は金額が支払われるなら、私はいつでもマニーにコナー・マクレガー戦の許可を与えるよ」「間違いなくマニーもコナー・マクレガーとボクシングマッチで対戦したいと思っているだろう。ボクサーなら誰だってマクレガーと対戦したいだろうね、彼らはマクレガーをノックアウトできるのだから」と語った。
1月28日、マクレガーがイギリスのマンチェスターで開催したトークショーで「試合は調査段階以上に来ている。現在も進行中だ。まだ多くのステップがあるが、試合は実現する。みんなが望んでる試合で、俺もやりたい試合だ。実現すると確信している」「100％だ。俺が次に格闘技場に足を踏み入れる時は、10オンスか8オンスのグローブを付けてロープをくぐることになるだろう」「アリ法（ボクサーをプロモーターから保護する法律）があるので実現可能だと思っている。特に今は（ダナが）オファーをした訳だしな。しかし一緒にやるほうがより円滑に進むだろう。俺はこれまでUFCとダナと関係者で大きなビジネスを成し遂げてきた。しかしその一方でそれぞれの立場がある。メイウェザー・プロモーションがあり、UFCがあり、そして今新しくマクレガー・プロモーションが出来た。つまり俺のボスは誰もいないってことさ。フロイドはダナが俺のボスで彼が物事を決定してるように言うが、そんなわけない、決定するやつなんていない。彼らが柔術トーナメントに出場させるなら俺のボクシング出場を止めることは出来ない。みんなで一緒にやればより円滑に進むのは明らかだ。しかし、みんなそれぞれの立場がある、そしてそれぞれの立場を知る必要がある。解決していくよ」「メイウェザーは怯えてるのさ、正直になろうぜ。彼はリアルファイトをやろうとしない。彼は自分を守るためにルールが必要なのさ。俺はルールを必要としない。彼はあれこれ言ってるが、実際には死ぬほどビビってるのさ。もし俺が戦いを決めるなら、UFCでも、総合格闘技でも、ボクシングでも、スポーツファイティングでも無い、ただ戦おうぜと言うだけさ、これまでで最も楽な戦いになるだろう」「今年の年末か来年のはじめまでには実現するよ」と語った。同日にメイウェザーがアメリカでイギリスのテレビ局Sky SportsとShowtimeのボクシング中継に出演して、「きっと試合は実現するよ。俺とコナー・マクレガーの試合は実現する。マクレガー戦は俺がリングに復帰する唯一の試合だ。できればイギリスのファンがこっちへ来て俺を応援してくれるといいんだけどね」「試合の体重は145ポンドから150ポンド契約になる。試合がいつになるのかはわからない。チームと話し合う必要があるだろう。まだ契約は締結していない。でもきっと実現できるさ」「皆さんもご存知のように、俺がAサイドだ。俺とチームで多くの記録を破って証明してきただろ」「試合を実現できるかって？間違いないよ。誰もが見たい試合だ。もちろんこの業界で最大で最高なのはShowtimeだ、だからShowtimeがペイ・パー・ビューを放送するだろう」「俺はファンがこの試合を求めていると本当に思っているんだ。ファンはこの試合をずっと求めている。要はエンターテイメントなんだ。彼は歯に衣を着せないで遠慮なく物を言う、俺みたいにな。だからファンが見たいものを実現させようじゃないか」と語った。
2月10日、メイウェザーが観戦に訪れたNBAの試合会場で、契約が締結するまでは実現は何も保証されていないとしつつも、親しいESPNの記者スティーブン・A・スミスに、マクレガーとの試合実現が「非常に、非常に近づいている」と話した。
2月14日、アイルランドのタブロイド紙アイリッシュ・ザ・サンが、マクレガーのジムの匿名の関係者からの情報として、マクレガーとメイウェザーの試合が、第三者の介入により正式にサインはされていないものの、ファイトマネーを含めた全ての条件で合意に達し、2週間以内に試合が発表されると報道した。また、マクレガーはアイルランドのホテルで2月17日に予定していたイベントをキャンセルして、UFCの記者会見で対戦相手のネイト・ディアスにペットボトルを投げつけた為に、ネバダ州アスレチックコミッションから受けた処分の一環としてラスベガスで児童のいじめ防止ビデオを撮影をするため、アイルランドから渡米中で、ラスベガスでは撮影の他にメイウェザー陣営の代表と詰めの交渉をする予定であると報道した。しかしダナ・ホワイトは契約は締結から程遠いと合意報道を否定し、メイウェザーも自身のSNSアカウントに「近頃メディアの間でいろんな噂が広まっているようだが、誰かと戦うなどといった契約は交わしていない。今のところ引退に満足で人生を楽しんでいる。もし何か変化があれば必ず最初に俺が世界へ知らせるよ」と掲載して合意報道を否定した。ラスベガスに到着したマクレガーはそれに応えるように自身のSNSアカウントに「今ラスベガスだ。フロイドは俺がラスベガスに到着したから引退しやがった」と掲載した。メイウェザーは自身のSNSアカウントに「いいか、コナー・マクレガー、おまえが本当にこの試合を実現させたいのであれば、おまえとUFCのビジネスを片付けてからこちらに連絡するようにしてくれ」と掲載した。
2月18日、マクレガーがTMZの突撃取材を受け「フロイドはビビりやがった。俺がラスベガスに来たのに奴は姿を見せなかった。俺がラスベガスに着いたとたん引退しやがった」とコメントした。
試合実現の障害になると考えられていた、プロボクシングの実績と経験が全く無いマクレガーとメイウェザーの対戦をコミッションが許可するかについて、ネバダ州アスレチックコミッションの事務局長ボブ・ベネットが「もちろん許可する。この試合は世界の格闘技の中心地（ラスベガス）で開催して欲しい、当然のことだ。2人の世界最高の格闘家による試合を開催したくないアスレチックコミッションなど存在しないだろう」と、ネイト・ディアスとの再戦で見せたマクレガーの打撃技術とメイウェザーより12歳若いことを考慮して試合を許可する方針であると話した。また同コミッションのチェアマン、アンソニー・マーネルが、この試合が実現するまでに解決しなければならないいくつかの問題が残されているとしつつ、水面下でメイウェザーとマクレガー両陣営による活発な交渉が行われていることをコミッションは把握していると明かし、交渉の最大の難関はファイトマネーの配分割合になるだろうと述べた。
2月24日、メイウェザーがShowtimeのボクシング中継に出演して「今日は俺の誕生日だが、これを言うためにここに来た。彼らはコナー・マクレガーの名前を口にし続けている。俺はここにいるぞ、ファンが見たいものをやろうじゃないか」「重要な試合が1試合だけある、それはメイウェザー対マクレガーだ。俺はボクシングでやる必要のあった事は全てやってきたつもりだ。適正なファイトマネーが支払われるなら、どんなことでも起こりえるんだ」「マクレガーは立った状態の打撃で勝ってきた、彼が負けたのはグラウンドだ。打撃では負けたことがない。彼はものすごいファイターで、とてもタフな選手だ。試合に勝とうとする強い意志も持っている」「ボクシングとUFCのグローブに大きな違いはない。少し小さいだけだ。パワーがあれば関係ないし、マクレガーはパワがーがある」「俺のボスは俺自身だから話し合う必要はないが、マクレガーは彼のチームと話し合う必要がある。マクレガーはUFCと彼のボスと話をまとめる必要がある。そうすれば試合が実現するだろう」と語った。
3月上旬、メイウェザーがイギリス各地をトークショーツアー「アンディフィーテッド・ツアー」で廻り、その中で「もし俺がマクレガーで俺が賢いのなら、UFCでまた負ける前に、フロイド・メイウェザーにケツを蹴らせて大金を稼ぐね。それがビジネスってもんだ」「もし誰かが『俺はメイウェザーと戦いたい』と言ったら、俺はシンプルに『よし、やろう』と言うことが出来る。しかしマクレガーのように契約があると、まずダナ・ホワイトと話さなければならない、そしてダナ・ホワイトは彼のボスに話さなければならない」「マクレガーは決定権が無いのさ。『メイウェザーはなぜパッキャオと戦わない？』と言われたが、それはパッキャオにボスがいたからだ。俺にはボスはいない。簡単に何年も前にパッキャオ戦を実現することは出来たんだ、しかし全てのことに意味があるのさ。最初、パッキャオとは5000万ドルの保障で試合をするはずだったが、俺は忍耐があった。忍耐のおかげでその試合は3億ドルの試合になったんだ」「1000万ドルを稼いだことないやつが1000万ドルを要求することは出来ない。フォーブスで自分の価値を見てくる必要がある。俺はその価値の分は与えるつもりだ。価値が5なら10を与える、価値が10なら20を与える。俺は1試合だけでマクレガーがこれまで稼いできた金額より多く稼いだんだ」
「マクレガーが本当にこの試合を実現させたいのなら、人々を戸惑わせるのを止めて、契約書にサインをしろ。おまえは自分がボスと言っただろ、だったら契約書にサインをして試合を実現させよう」「試合が実現するか分からない。実現するなら俺の最後の試合になるだろう。ボクシングの歴史で最大の試合になりえる。しかしどうなるか分からない」などと語った。
3月11日、メイウェザーが「コナー・マクレガーであれば、俺は復帰する。戦うのはマクレガーだけだ。今日、俺はマクレガー戦のために正式に引退を撤回する。時間を無駄にしたくない。さっさと実現させよう。6月がいい」
とマクレガー戦のために引退を撤回して現役に復帰をすると宣言し、「金やUFCに関しての言い訳はもう聞きたくない。契約書にサインをしてくれ。そうすれば6月におまえは俺と試合が出来る。単純明快だろ？戦いたいならサインしろ。さあ6月にやろうぜ」「俺はアルツロ・ガッティと対戦した時、彼のホームへ行って試合をした。彼がAサイドで俺はBサイドだったからだ。泣き言や不満は言わなかった。そして俺は彼に勝った。オスカー・デ・ラ・ホーヤと戦った時も、彼がAサイドで俺はBサイドだった。その時も俺は不平や不満を言わなかった」「マクレガー、おまえはBサイドで、俺がAサイドだ。金について不満を言うためにここにいるんじゃない。俺はもう金のことやおまえは試合をやりたいのか？と言うのに飽きたんだ。皆を戸惑わせるのは止めて、対戦したいのなら契約書にサインをしろ」「本物の男は立って戦うものだ。俺は昔気質の人間だ。俺は靴を脱いで戦わない。俺は男の股の間で戦わない。グランドでレスリングをしない。俺は立って相手をやっつけるんだ。それが俺のやり方だ」などと語った。
3月16日、「日曜日のスーパーボウルでトム・ブレイディが控えのクォーターバックに回されるくらいの確率」など、これまで試合実現の可能性はほぼ無いと否定的な発言を繰り返していたダナ・ホワイトがTBSのトーク番組「Conan」に出演して、「私は試合が実現すると思っている。難しい交渉になるだろう。この契約には多くのエゴが絡んでるし、多くの人が関わっているんだ。その一方で、とてもたくさんのお金も絡んでいるので、実現しないとは考えられない」と、この日初めて試合実現に肯定的な発言をした。ただし実現は可能だと思うとしながらも「実現までの道のりはとても、とても長い」と述べている。
3月17日、同郷のボクサー、マイケル・コンランのプロボクシングデビュー戦がニューヨークで行われ、応援に駆けつけたマクレガーが会場にいたボクシング記者団に向かって「お前たちはボクシング関係者か？俺はボクサーだ。俺がボクシングを支配するのを見守っておけよ。ボクシング業界の誰も何が起ころうとしているのか分かっていないだろうが、俺を信じて欲しい。俺が足を踏み入れた時、世界中に衝撃を与えるだろう。本当だ。俺の目をしっかり見てくれ。俺は28歳で、自信に満ち溢れ、リーチが長く、危険な両拳を持っている。絶対にだ。俺はフロイドを止める、そしてお前たち全員、前言を撤回することになるだろう。全世界が前言を撤回することになるんだ」「実現間近だ、心配するな。俺は帰る、俺がボクシングだ」と豪語した。
4月21日、マクレガーが自身のInstagramに「最近はもっぱらボクシング一本に絞っていた。しかし間違いのないように、制限の無い自由な戦いで必要とされる蹴りやグラップリングやその他すべての事は、現在も非常に重要だ。そう考えている。フロイドが結局この件を台無しにするかもしれないが、もしそうなったら、俺は真実の戦い（UFC）へ戻るか、他のパッキャオのようなボクサーと戦うだろう」と掲載した。
5月6日、メイウェザーがESPNの記者スティーブン・A・スミスのラジオ番組に出演して「俺が出来ることは以前したように忍耐強く待つことだけなんだ。誰もメイウェザー対パッキャオが実現するなんて思っていなかった、しかし俺は忍耐強く待ったんだ。忍耐強く待つ必要がある、焦らずゆっくり待とう」「俺が試合が実現すると思ってるか？本当に分からない。俺とチームは準備が出来ている。マクレガー側がサインをしたら、直ぐにトレーニングキャンプを開始する」「何が交渉の妨げになっているか？マクレガーの子供の出産予定が5月だと聞いている。マクレガーの子供が産まれたら交渉再開だ」「マクレガーはUFCではAサイドだ。しかし今回はメイウェザー・プロモーションズとUFCの共同作業になる。俺がAサイドの理由は数字だ。数字に注目する必要がある。俺のペイ・パー・ビューの数字、彼のペイ・パー・ビューの数字、比べものにならないだろう。保障されたファイトマネーに関して俺が聞いているのは、彼が最も稼いだのが500万ドル程度らしいじゃないか」とコメントした。
5月7日、マクレガーに第一子が誕生した。
5月11日、ダナ・ホワイトがCBSスポーツのラジオ番組に出演して「（マクレガー陣営との交渉を）今週の日曜日までにまとめ上げ、それからメイウェザー陣営との交渉を始める予定だ。もし予定通り期限内に交渉が上手くまとまれば、試合が実現するかもしれない。しかし、まだ交渉することがあり、交渉がまとまる保障はない」「（サウル・アルバレス対ゲンナジー・ゴロフキンの開催が決定した9月16日は）我々が狙っていた日付だった。今朝インタビューで『MGMがダナ・ホワイトはその日を確保していなかったと言っている』と聞かれたが、我々はその日を確保していなかった」「時は人を待たずだ。もっと早く動くべきだった。交渉を更に進めるべきだった。我々の失敗だ」「マクレガー陣営との交渉はとても上手くいくと思っている。できれば月曜日にメイウェザー陣営と交渉の席に着きたい。これ以上この件でゴタゴタしているわけにはいかない。私には本業（UFCの運営）がある、他のことにも集中しなければならない」とマクレガー陣営との交渉に最終期限を設けたと語った。
5月14日、ダナ・ホワイトがESPNの取材で「（コナーとは）会っていないが、契約はすぐに完了するだろう。コナーと条件面では既に合意している。日曜日には完了したい。それからメイウェザー陣営と交渉を始める。契約に大勢の弁護士が関わっていて、大変なんだ。完了したら直ぐに（メイウェザーのマネージャー）アル・ヘイモンと会う予定だ」「（メイウェザー陣営との）契約が上手くいかないのなら、この件はお終いだ、諦めるしか無い。今年中に実現するか一生実現しないかのどちらかになるだろう」「コナーは今年2回試合をしたくて、可能ならその内の1試合がフロイドと対戦できればと思っているんだ」と語った。
5月18日、ダナ・ホワイトがTNTに出演して「マクレガー陣営の契約は完了して、メイウェザー陣営との交渉を始めている。試合が実現するとは言わないが、一方の契約が完了して、今はもう一方と交渉しているところだ」「ヘイモンとメイウェザーとの契約が完了するなら試合が実現するだろう」とコメントした。同日、マクレガーが自身の運営するWEBサイト「THE MAC LIFE」を通して「様々な記録を破るであろうこの契約をズッファ、UFC、パラダイム・スポーツ・マネージメントと共にサインできたことを光栄に思います。この歴史的な契約の最初にしてかつ最も重要な部分のサインが正式にされました。すべての関係者へ祝辞を述べたいと思います。そして今、我々はアル・ヘイモンと彼のボクサーのサインが来る日にされるよう期待して待ちます」と声明を発表した。
5月20日、メイウェザー・プロモーションズの契約選手ガーボンタ・デービスがイギリスで試合を行い、メイウェザーが「俺とコナー・マクレガーが試合を実現させたいと望んでいるのであれば、俺は試合が実現すると思う。（実現したらその興行で）ガーボンタ・デービスとバドゥ・ジャックの試合を前座で組みたいと思っているんだ」「俺は素晴らしいキャリアを送ってきたが、まだ終わりじゃないかもしれない。50試合目の相手はコナー・マクレガーになるかもしれない。成り行きを見守ろうじゃないか」「俺が試合をするなら、コナー・マクレガーと対戦する可能性は90％だ」（引退を撤回してマクレガー以外のボクサーと対戦するつもりはありますか？）「間違いなく有り得ない」「俺にとって意味がある試合はマクレガー戦だけだ。俺が対戦したかったボクサーたちとの試合は全て成し遂げてきた。コナー・マクレガーはプロフェッショナルで、俺もそうだ」「ファンがこの試合を要求してるんだ。彼らが見たがっているものを提供する必要がある。俺は今年フォーブスのスポーツ選手長者番付の1位に返り咲くと思う」「アメリカへ戻ったら、アルに連絡して次の動きを確認する。焦ってはいない。チームの話をまとめる必要があるだろう」「乗り越えなきゃいけない壁がもうひとつだけあると思ってる。恐らく俺たちが行動を起こせば、とても大きな動きになる。フロイド・メイウェザーが試合をする時、歴史が作られる。俺が追っているのは俺自身の記録だ。つまりペイ・パー・ビューの記録さ」「マクレガーが契約にサインをしたと聞いた。俺も契約にサインするのを楽しみにしているよ。俺はまだ契約にサインをしていないが、自宅に帰ったら、チームに連絡を取って意見を聞きたい。そして意見をまとめたら、スーパーファイトをやるつもりだ」と語った。
5月21日、マクレガーが自身のSNSアカウントに、「そっちのサインをしろ、フロイド。さもなくば口先だけの男になるぞ」と掲載した。
5月22日、定期的に5月と9月のメキシコの記念日に試合を行ってきたメイウェザーが「9月と5月は私の月だ。5月は私の月の必要がある、なぜなら私がメイウェザーだからだ。5月と9月はいつも私の月だった」「今年もそうなるかもしれない。まだどうなるかわからないがチームと話す必要があるだろう」とコメントした。
6月12日、マクレガーが自身のSNSアカウントに、メイウェザーがマクレガー戦に向けてスパーリングを再開したとされるトレーニング画像と共に、「やれやれ、ジムでいまだにトレーニングしてるフロイド・シニアには（ジュニアをわざとシニアに変えている）大いに尊敬するよ。俺もあれぐらいの歳になってもトレーニングできるといいんだがな。リスペクト」とのメッセージを掲載した。

### 試合決定
6月14日、マクレガーが自身のSNSアカウントに、自身の写真と（メイウェザーでは無く）メイウェザー・シニアの写真を並べて掲載し、「試合が行われる」と発表。続けて、その数十分後にメイウェザーが自身のSNSアカウントに、自身とマクレガーを並べた試合告知動画と共に、「これは公式だ!!!」と試合が正式に決定したことを発表した。
6月16日、メイウェザーはアメリカメディアのインタビューでマクレガー戦に関して「世界中のみんながこの試合を望んだ。だから私はこの試合をみんなに提供しなければならなかった。私は引退したけど、みんなが復帰を望んだ。だから戻ってきた。両陣営ともハッピーだ。彼もハッピーだし、私もハッピーだ。試合が待ちきれない」と復帰理由を語った。
一方で、自身が主催するビックマッチの「ゲンナジー・ゴロフキン 対 サウル・アルバレス戦」の3週間前にスーパーファイトのメイウェザー 対 マクレガーが開催されることになり、ビジネス面で少なからず悪影響を受けることが必至になったオスカー・デ・ラ・ホーヤは「これはサーカスだ」とこの試合を茶番だと断定し、ボクシング雑誌のリング誌も「多くのボクシング記者と心あるファンはこの試合を冷笑的に見ている」とし、「ダーク・コメディ（ブラック・ユーモア）」と題した記事を掲載して、この試合を批判した。19日にはゲンナジー・ゴロフキンが同じように「サーカスの見せ物」と断定し、「人々は本当の戦い、本当のボクシングがどういうものであるか知っていると思う。コナーはボクサーではない。ただの見せ物だ。ショーを見たいなら彼らの試合を見ればいいが、もし本当の戦いを見たいなら、私とカネロ（サウル・アルバレス）の試合を見なさい」と批判、同様にサウル・アルバレスも「私はショーと張り合うことはしない。ファンがショーを見たいのなら、彼らはその試合を見るだろう。しかし、彼らが本物の競争のある試合、本物の試合を見たいのであれば、私達の試合を買うだろう」「メイウェザーもマクレガーのことも尊敬しているが、この組み合わせは全くのショーだ。彼らはこの試合でボクシングをとても傷つけることになるだろう」と批判した。
6月17日、試合を開催する会場として発表されたT-モバイル・アリーナだったが、3on3形式のバスケットボールリーグ「BIG3」の決勝戦の開催が同日に決定しており、既にチケット販売も始まっていた為、会場の権利を譲渡してもらう交渉がBIG3側と難航しているとTMZが報じた。
6月26日、マクレガーがダション・ジョンソンとスパーリングパートナー契約。ダション・ジョンソンはパッキャオがメイウェザーと対戦した時にスパーリングパートナーとして招へいしたボクサーで、元UFCの総合格闘家でもある。
7月11日から14日にかけて、メイウェザーとマクレガーがロサンゼルス、トロント、ニューヨーク、ロンドンの4都市をまわる狂乱の記者会見ツアーを行った。

### レフェリー
2017年6月29日、マクレガー陣営が、世界的に評価の高いレフェリーであるもののメイウェザー寄りのレフェリングをすると度々批判されたことがあり、この試合についても「私は見たくない。UFCとボクシングは異なるスポーツだ。何の意味があるんだ？」と不快感を表していたレフェリーのケニー・ベイレスが試合のレフェリーに選ばれた場合には、レフェリー変更の要請をすることを表明した。8月14日、ネバダ州アスレチック・コミッションはケニー・ベイレスの発言を重く見て、レフェリーの選考からベイレスを除外したことを公表。8月16日、ネバダ州アスレチック・コミッションでミーティングが開かれ、試合のレフェリーにロバート・バードが選ばれた。ロバート・バードがメイウェザーのキャリア49試合の中でレフェリーを務めたのはロバート・ゲレーロ戦の1試合のみである。

### ジャッジ
2017年8月10日、マクレガー陣営が、試合のジャッジにアメリカ国籍以外のジャッジを選ぶようネバダ州アスレチック・コミッションに要請。メイウェザーは2006年以降14戦連続でラスベガスで試合を行っているが、14試合の中でアメリカ国籍以外のジャッジが選ばれたのは3試合で3名のみであるため。8月16日、ネバダ州アスレチック・コミッションでミーティングが開かれ、イタリア国籍のジャッジ1名が選ばれた。

### ボクシンググローブ
普段UFCでは4オンスのグローブで試合をしているマクレガーが記者会見ツアーの中で「メイウェザーは(固い)メキシコ製グローブはダメだとか、ビビッて、いろいろ条件を付けてくるんだ。メイウェザーが154ポンド(スーパーウェルター級)でやりたがったのは、ウェルター級以上なら通常10オンスのグローブで行われるからだ」と批判、8月1日にメイウェザーが自身のSNSに「メディアの言うことやブログに書いてあることを信じるな、俺からの直接のメーッセージ以外は、事実じゃない。マクレガーよ、『8オンスのグローブで戦おう』。マクレガーは好きなブランドのグローブを使える。俺はグラントの8オンスグローブを使う。マクレガーがリングで自分が有利になると思えるのなら、俺はなんでも承諾する。ボクシングファンと総合格闘技ファンに見たいものを提供しようじゃないか」と掲載した。
8月16日、スーパーウェルター級の試合は10オンスのグローブを着用して行うとアスレチック・コミッションのルールで決まっているが、両者が8オンスグローブの着用を求めたことで、ネバダ州アスレチック・コミッションで委員による投票が行われ、今回の対戦に限り、8オンスグローブの着用が例外で認められた。

### ボクシングライセンス取得
2017年8月16日、ネバダ州アスレチック・コミッションでミーティングが開かれ、マクレガーはネバダ州のボクシングライセンスを取得した（マクレガーは5月に取得申請をするも提出した書類の不備で発行を拒否されていた）。コミッション事務局長のボブ・ベネットは試合を承認した理由を、3団体統一世界ライトヘビー級王者アンドレ・ウォードのトレーナー、バージル・ハンターに連絡を取って、ネイト・ディアスがウォードやアンドルー・フォンファラのスパーリングパートナーを務めた事と、ディアスがボクサーであれば世界クラスのボクサーになっていただろうとするハンターの見解を確認し、そのディアスからパンチで数度ダウンを奪ったマクレガーのボクシング技術とディアスのパンチをアゴに貰ってもダウンをしなかった打たれ強さを評価、また、ベテランボクシングプロモーターであるボブ・アラムとオスカー・デ・ラ・ホーヤが、それぞれマニー・パッキャオとサウル・アルバレスをマクレガーと対戦させようとしたのは、マクレガーにボクサーとしての信憑性があるからだとした。

### マネー王座
2017年8月23日、WBCが、3.3ポンド（1.5 kg）の24金と、3,360個のダイヤモンド、600個のサファイア、300個のエメラルドがちりばめられた、イタリア製のアリゲーターの革で制作された「マネー王座」が、この試合にかけられることを発表した。

### 計量
2017年8月25日、試合前日の公開計量を行い、メイウェザーは149.5ポンド（67.8キロ）、マクレガーは153ポンド（69.3キロ）で計量。契約体重のスーパーウェルター級のリミットは154ポンドなので、メイウェザーは4.5ポンド、マクレガーは1ポンド、リミットより軽い計量となった。メイウェザーは過去にスーパーウェルター級契約で2試合を行っているが、オスカー・デ・ラ・ホーヤ戦は150ポンド、ミゲール・コット戦は151ポンドと、いずれも154ポンドのリミットよりも軽い体重で仕上げている。

## 試合
2017年8月26日、ネバダ州ラスベガスのT-モバイル・アリーナでフロイド・メイウェザー・ジュニアとコナー・マクレガーがスーパーウェルター級契約の12回戦で対戦。マクレガーは試合序盤は手数を出して左アッパーをヒットさせるなど健闘をみせるも、スタミナが切れた中盤以降は動きが落ちて手数も減った。一方のメイウェザーは、全盛期のスピードは無く、ディフェンステクニックで相手を翻弄するいつものディフェンス重視のスタイルとは違い、フットワークをほぼ使わず、ガードを高く上げて前進して、自分から積極的にパンチを出し、マクレガーのスタミナが切れた中盤以降はワンサイドで試合を支配して、10回にメイウェザーがパンチをまとめると、マクレガーはダウンは1度もしなかったものの、ふらついたマクレガーを見てレフェリーが試合をストップ。メイウェザーが10回TKO勝ちを収め、WBCのマネー王座を獲得。戦績を50戦50勝無敗とし、ロッキー・マルシアノの持つ49勝無敗の無敗記録を61年ぶりに更新した。
試合前はUFCでは2階級制覇を達成しているもののプロボクシングでは1試合もしたことがないマクレガーに対してボクサーやボクシング関係者から「メイウェザーには一発もパンチを当てられない」等の酷評もあったが、ボクシングのデータを取り扱うコンピュボックス社（CompuBox）の統計で、この試合でマクレガーがメイウェザーにヒットさせたパンチの数は111発で強打でも84発と、マニー・パッキャオが2015年の試合でメイウェザーに対して記録したヒットさせたパンチの数81発と強打の数63発と比較しても、ヒット数、強打のヒット数共に上回るなど、予想以上に善戦したことで、試合後にはボクサーや専門家から称えられた。

## 批評
- マイク・タイソン 「マクレガーをさらにリスペクトするようになったよ」「リングに入るだけでも大した度胸なのに、マクレガーは素晴らしかった」「A評価を与えるね。彼は本当に素晴らしかったよ。ボクシングを一度も経験したことがない男が10ラウンドまで戦ったんだ」「マクレガーはダウンをするべきだったね。レフェリーのストップは少し早すぎたよ」[130][131][132]
- マックス・ケラーマン 「コナー・マクレガーは並外れたファイターだ。非常に優れたファイターだった。チャンピオン達の中でも、彼は傑出している。ボクサーコナーの何が傑出していたかと言えば、まず第一に、彼は史上最高のボクサーの一人を相手にプロデビュー戦を果たし、試合序盤は十分に張り合っていたことだ。プロデビュー戦にもかかわらず、彼が10ラウンドまで戦った事実は驚くべきことだ」「私がコナーは一発のパンチも当てられないと言ったのは間違いだった。彼は実際にパンチをきれいに何発か当てた。フロイドがまだ戦いを始めていなかった時、マクレガーは試合序盤の数ラウンドを勝った。それは驚くべきことだ」[133]
- ジョージ・フォアマン 「マクレガーが誰もやったことがないようなパンチでメイウェザーにパンチを命中させてとても驚いたよ」「（試合前に）この試合について否定的な事を言っていた全てのメディアは謝罪するべきだ。恐らく、この試合を超えるのは難しい。年間最高試合かもしれない」「彼はメイウェザーを驚かせただけでなく、私やたくさんの専門家たちを驚かせたんだ」「マクレガーのパンチが頻繁に当たったために、メイウェザーのディフェンスはコナーに対して機能しなかった。だからメイウェザーは前に出て私のような古いボクシングの強打者みたいに戦ってしまったんだ」[134][135]

## 収益
歴史的な収益を上げた興行となり、PPVの売り上げでフロイド・メイウェザー・ジュニア 対 マニー・パッキャオ戦の460万件に次ぐボクシング史上歴代2位の430万件の購買件数を記録。チケット収入でも6,178,203,298ドル（約62億円）を売り上げ同じくボクシング史上歴代2位の記録となった。
イギリスではSky SportsによってPPV放送されたが、100万件を超える購買件数を記録し、アンソニー・ジョシュアvsウラジミール・クリチコ、フロイド・メイウェザー・ジュニアvsマニー・パッキャオの記録を塗り替え、イギリスのペイ・パー・ビュー売り上げ記録を更新した。
メイウェザーは1億ドル、マクレガーは3000万ドルのファイトマネーが保証されていたが、PPV売り上げやチケット収入などの興行収益の歩合から、最終的にメイウェザーは2億7500万ドル（約300億円）、マクレガーは8500万ドル（約95億円）を稼いだとフォーブスが報じている。

## 試合後

### 反則事項
2017年10月3日、試合前からダナ・ホワイトが、もしマクレガーがメイウェザーを足で蹴ったり、膝蹴りや肘打ちを行った場合、マクレガーは膨大な経済損失を被ることになるだろうと語っていたが、マクレガーがスコットランドのグラスゴーで行われたQ＆Aセッションで、足を上げて蹴るそぶりをみせただけで減点となり、反則の打撃攻撃を行って失格になった場合には1000万ドル（約11億円）の罰金を課す契約が結ばれていたことを明かした。ただマクレガーは元々ルールを破るつもりは全く無く、殿堂入りした名レフェリーのジョー・コルテスを呼び寄せ、スパーリングの最中などにコルテスからボクシングの細かい反則事項を学んでいた。

## テレビ中継
ShowtimeのPPVで視聴価格100ドルで生中継され、実況解説をマウロ・ラナーロ、解説をアル・バーンスタインとポール・マリナッジが務め、ブライアン・カスターが進行、ジム・グレイがリポーターを務めた。日本ではDAZNが生中継した。

## 対戦カード
^Note 1 IBF世界スーパーフェザー級王座決定戦（デービスが体重超過のため、フォンセカが勝利した場合のみ獲得）

^Note 2 WBA世界ライトヘビー級レギュラー王座タイトルマッチ